# Hennie Kuiper
Hennie Kuiper (født 3. februar 1949 i Denekamp i Overijssel) er en tidligere hollandsk professionel landevejscykelrytter. 
Som amatør deltog han ved OL i 1972 i München, hvor han først stillede op på det hollandske hold i 100 km tidskørsel på landevej. Sammen med holdkammeraterne Fedor den Hertog, Cees Priem og Aad van der Hoek kom han i mål som tredjebedste hold, men hollænderne blev senere diskvalificeret, da van der Hoek blev afsløret i at have taget Coramin, et stof der var tilladt af det internationale cyklistunion (UCI), men som IOC regnede som et dopingpræparat. Senere ved legene stilled Kuiper op i linjeløbet. Her kom han med i en gruppe på omkring 35 ryttere, der rev sig løs af hovedfeltet på sjette omgang. På sidste omgang lykkedes det Kuiper at stikke af fra denne gruppe, og han holdt helt til målstregen, hvor han sejrede med et forspring på 27 sekunder til australieren Clyde Sefton på andenpladsen.
Han blev herefter professionel, og blandt han meriter her var VM-guld i 1975, og sejr i fire af de fem klassiker-monumenter – kun Liège-Bastogne-Liège formåede han ikke at vinde. Han kørte Tour de France 12 gange, blev nummer to to gange, og vandt etapesejr på Alpe d'Huez to gange. Kuiper, Ercole Baldini og Paolo Bettini er de eneste cykelryttere, som har vundet landevejsløbet i både OL og VM.